# 바르바라노로마노
바르바라노로마노(이탈리아어: Barbarano Romano)는 이탈리아 라치오주 비테르보도에 위치한 코무네다. 로마로부터 북서쪽 50km, 비테르보로부터 남쪽 20km 거리에 있다.